# Synneurodes
Synneurodes là một chi bướm đêm thuộc họ Geometridae.